# Narella versluysi
Narella versluysi är en korallart som först beskrevs av Sydney John Hickson 1909.  Narella versluysi ingår i släktet Narella och familjen Primnoidae. Inga underarter finns listade i Catalogue of Life.